# UFC Fight Night: Condit vs. Alves
UFC Fight Night: Condit vs. Alves（ユーエフシー・ファイトナイト：コンディット・バーサス・アウベス、別名UFC Fight Night 67）は、アメリカ合衆国の総合格闘技団体「UFC」の大会の一つ。2015年5月30日、ブラジル・ゴイアス州ゴイアニアのゴイアニア・アリーナで開催された。

## 大会概要
本大会ではカーロス・コンディットとチアゴ・アウベスによるウェルター級ワンマッチが組まれた。
Jungle Fightウェルター級王者エリズィウザレスキ・ドス・サントス、キャリア13戦全勝のCWFCウェルター級王者ニコラス・ダルビー、12戦全勝のダレン・ティル、7戦全勝のJungle Fight女子ストロー級王者エリカ・アルメイダ、7戦全勝のトム・ブリーズがUFCデビュー。

## 試合結果

### アーリープレリム
第1試合 ウェルター級ワンマッチ 5分3R
○  トム・ブリーズ vs.  ルイス・ドゥトラ ×
1R 4:58 TKO（左ストレート→パウンド）
第2試合 女子ストロー級ワンマッチ 5分3R
○  ジュリアナ・リマ vs.  エリカ・アルメイダ ×
3R終了 判定3-0（30-27、30-27、30-25）

### プレリミナリーカード
第3試合 フェザー級ワンマッチ 5分3R
○  ミアサド・ベクティック vs.  ルーカス・マルチンス ×
2R 0:30 TKO（パウンド）
第4試合 ウェルター級ワンマッチ 5分3R
○  ニコラス・ダルビー vs.  エリズィウザレスキ・ドス・サントス ×
3R終了 判定2-1（29-28、28-29、29-28）
第5試合 フライ級ワンマッチ 5分3R
○  ジュシー・フォルミーガ vs.  ウィルソン・ヘイス ×
3R終了 判定3-0（29-28、29-28、29-28）
第6試合 フェザー級ワンマッチ 5分3R
○  ホニー・ジェイソン vs.  デイモン・ジャクソン ×
1R 3:31 三角絞め
※ジェイソンの薬物検査失格によりノーコンテスト。

### メインカード
第7試合 ウェルター級ワンマッチ 5分3R
○  ダレン・ティル vs.  ヴェンデル・オリヴェイラ ×
2R 1:37 KO（グラウンドの肘打ち）
第8試合 ライト級ワンマッチ 5分3R
○  フランシスコ・トリナウド vs.  ノーマン・パーク ×
3R終了 判定2-1（29-28、28-29、29-28）
第9試合 ライトヘビー級ワンマッチ 5分3R
○  フランシマール・バホーソ vs.  ライアン・ジモー ×
3R終了 判定3-0（30-27、30-27、29-28）
第10試合 ライト級ワンマッチ 5分3R
○  アレックス・オリベイラ vs.  KJ・ヌーンズ ×
1R 2:51 リアネイキドチョーク
第11試合 フェザー級ワンマッチ 5分3R
○  チャールズ・オリベイラ vs.  ニック・レンツ ×
3R 1:10 ギロチンチョーク
第12試合 ウェルター級ワンマッチ 5分5R
○  カーロス・コンディット vs.  チアゴ・アウベス ×
2R終了時 TKO（ドクターストップ）

### 各賞
ファイト・オブ・ザ・ナイト： チャールズ・オリベイラ vs. ニック・レンツ
パフォーマンス・オブ・ザ・ナイト： チャールズ・オリベイラ、ホニー・ジェイソン
各選手にはボーナスとして5万ドルが授与された。

### カード変更
負傷などによるカードの変更は以下の通り。
- ジェシカ・ペネ → エリカ・アルメイダ（第2試合）

- ヘナート・モイカーノ → ルーカス・マルチンス（第3試合）

- TJ・ウォルドバーガー → ダレン・ティル（第7試合）

- ジウベルト・バーンズ → フランシスコ・トリナウド（第8試合）

- ヤン・カブラル → アレックス・オリベイラ（第10試合）